# Gary Windo
Gary Windo (* 7. November 1941 in Brighton; † 25. Juli 1992 in New York City) war ein britischer Jazzsaxophonist (Alt- und Tenorsaxophon, Flöte, auch Bassklarinette, Komposition).

## Leben und Wirken
Windo stammt aus einer musikalischen Familie und spielte als Kind zunächst Akkordeon und Schlagzeug; mit 12 Jahren wechselte er zur Gitarre, mit 17 ans Saxophon. In den frühen 1960ern ging er nach New York, studierte bei Warne Marsh und Lennie Tristano, konnte sich dort aber nicht als Musiker durchsetzen. 1969 zog er nach London, wo er mit Chick Corea und Johnny Griffin jammte, um dann mit Brian Auger, Jack Bruce, Graham Bond und Mitch Mitchell zu spielen. 1970 wurde er Mitglied von Chris McGregors Brotherhood of Breath (bis 1975). Ferner spielte er mit Centipede und im Quartett mit Roy Babbington, Mongezi Feza und Robert Wyatt. 1971 gründete er sein eigenes Quartett mit Feza, Ray Russell und Alan Rushton. 
Windo gründete mit Wyatt, Ron Mathewson und Dave MacRae 1973 das Jazz-Quartett WMMW und gehörte kurzzeitig zu Wyatts Art-Rock-Band Matching Mole. Anschließend spielte er mit seiner Frau Pam Windo (Avant Gardeners, Reel Recordings), Gitarrist Richard Brunton, Steve Hillage und Julie Tippetts. Weiterhin war er an Plattenprojekten von Hugh Hopper und Nick Mason beteiligt und spielte mit Carla Bley auf ihrer Europatournee 1977 (einschließlich des New Jazz Meeting Baden-Baden, zu dem er Kwela-Kompositionen beisteuerte). Ein zwischen 1976 und 1978 im Studio von Pink Floyd produziertes Album von ihm mit vielen dieser Musiker wollte damals kein Label veröffentlichen (Steam Radio Tapes, 2013).  Anschließend zog er in die Vereinigten Staaten, um weiter mit Bley, aber auch mit Michael Mantler zu arbeiten.
Seine eigenen Plattenprojekte zerschlugen sich, so dass er als Studiomusiker, aber auch für Saturday Night Live und andere Fernsehsendungen arbeiten musste. Er tourte mit Pam Windo & the Shades und konnte 1982 sein erstes Soloalbum („Dogface“) veröffentlichen. Zwischen 1984 und 1988 unterhielt er ein eigenes Quartett, mit dem er Rock-orientierte Musik spielte, wie sie auf dem Album „Deep Water“ (1987) dokumentiert ist. Weiterhin arbeitete er mit Frank Lowe und mit der Harlem Gospel Brass Band. Seit den späten 1980er Jahren konzentrierte sich Windo auf Instrumentalunterricht, trat aber weiterhin mit zahlreichen Bands auf. Er starb an einem Asthma-Anfall. Kurz vor seinem Tod hatte er aus unveröffentlichtem Material den Grundstock für die CD „His Master’s Bones“ (veröffentlicht 1996) zusammengestellt, dem posthum als weitere Auswahl „Anglo-American“ (2004) folgte.